# Neomochtherus angustipennis
Neomochtherus angustipennis là một loài ruồi trong họ Asilidae. Neomochtherus angustipennis được Hine miêu tả năm 1909.